# Acuclavella makah
Espèce
Acuclavella makah est une espèce d'opilions dyspnois de la famille des Ischyropsalididae.

## Distribution
Cette espèce est endémique du Washington aux États-Unis. Elle se rencontre dans les comtés de Clallam et de Jefferson.

## Description

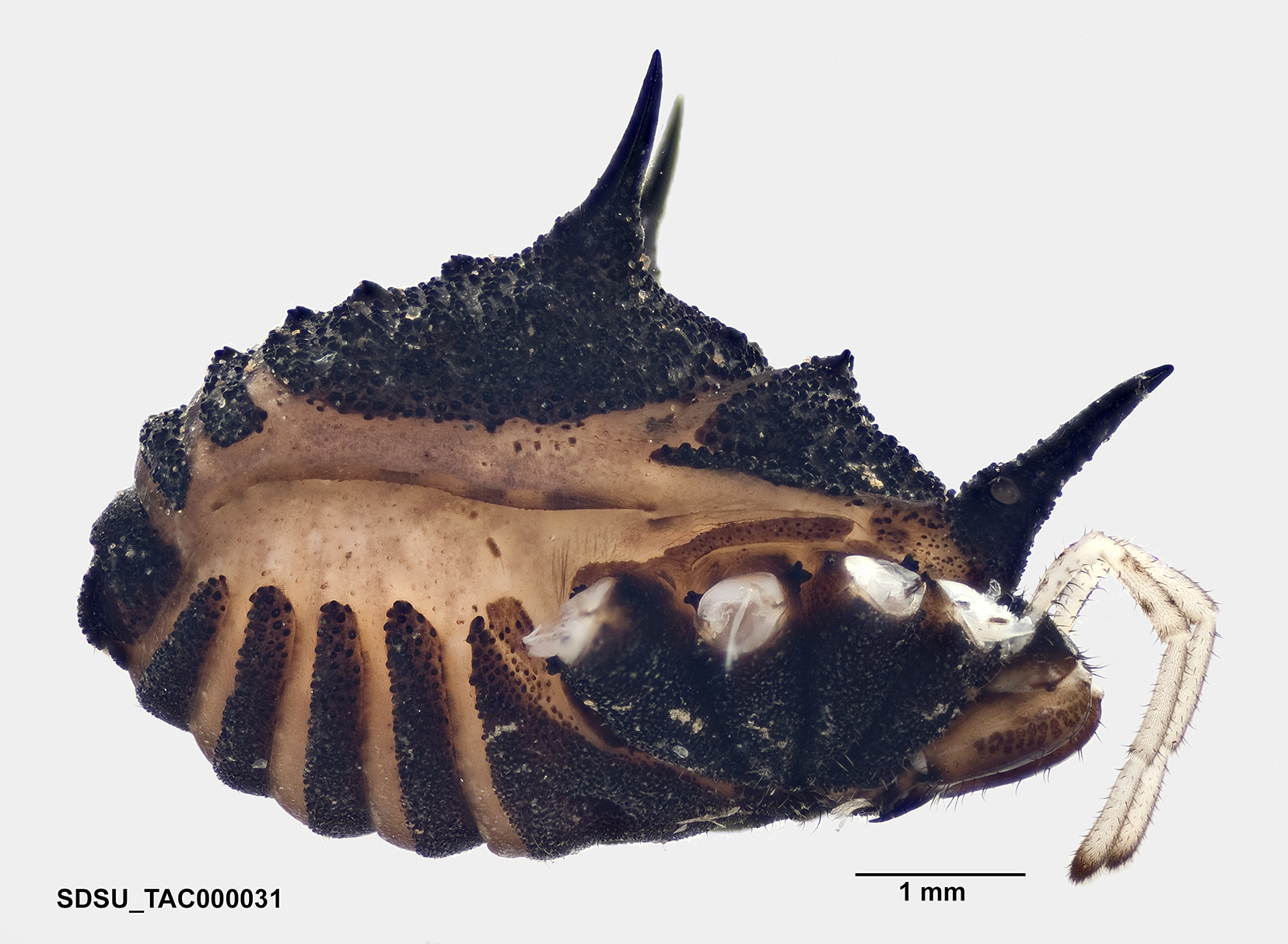
Acuclavella makah ♀

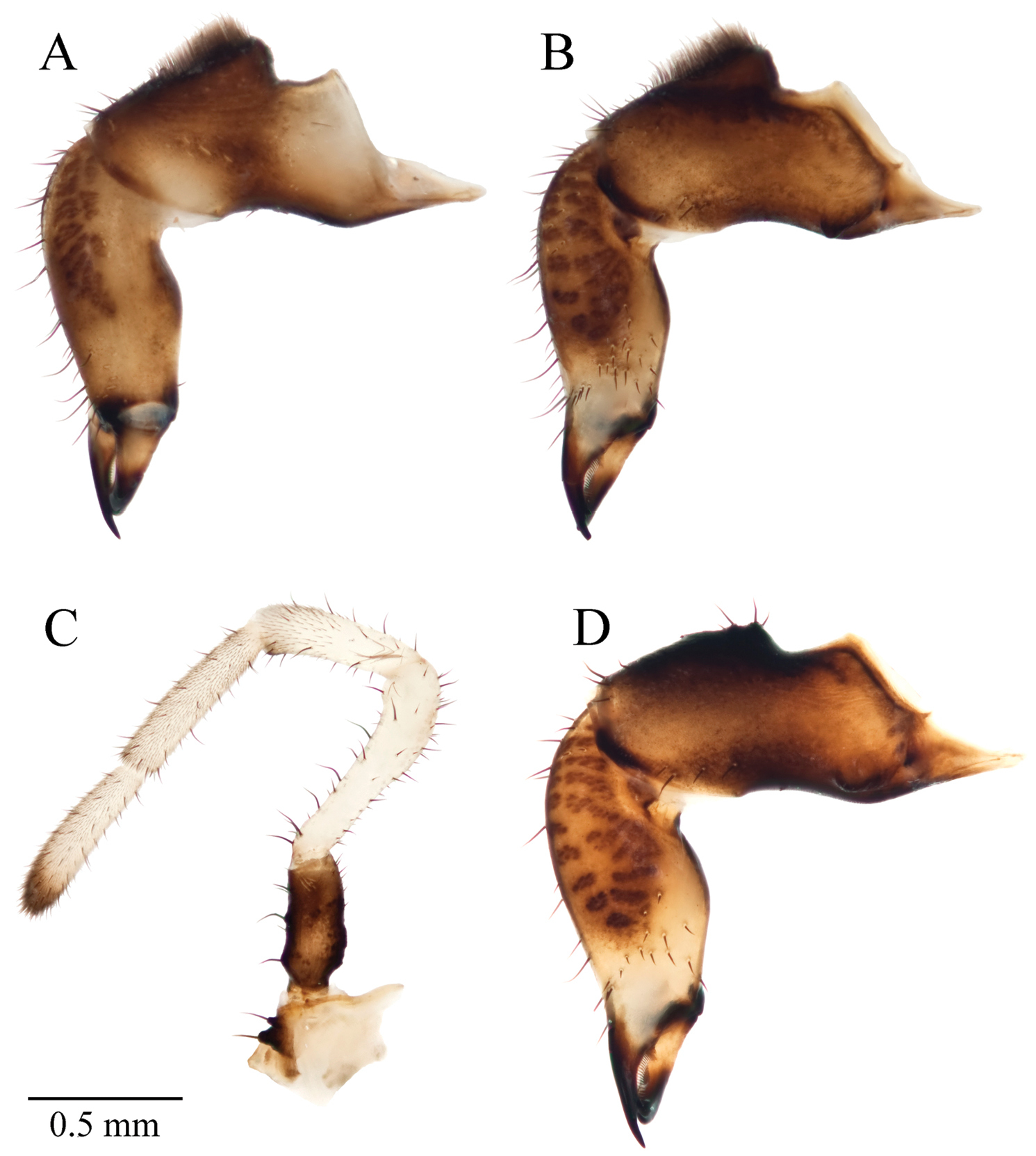
chélicère et pedipalpe dAcuclavella makah ♀

Le mâle holotype mesure 4,11 mm et la femelle paratype 5,14 mm, les mâles mesurent de 4,05 à 4,20 mm et les femelles de 5,00 à 5,31 mm

## Systématique et taxinomie
Cette espèce a été décrite par Richart et Hedin en 2013.

## Étymologie
Cette espèce est nommée en l'honneur des Makahs.

## Publication originale
- Richart & Hedin, 2013 : « Three new species in the harvestmen genus Acuclavella (Opiliones, Dyspnoi, Ischyropsalidoidea), including description of male Acuclavella quattuor Shear, 1986. » ZooKeys, vol. 311, p. 19–68 (texte intégral).